# Municipio de Mataquescuintla
Municipio de Mataquescuintla är en kommun i Guatemala.   Den ligger i departementet Departamento de Jalapa, i den centrala delen av landet, 40 km öster om huvudstaden Guatemala City. Antalet invånare är 32 860.